# Emma Frost
Emma Grace Frost este un personaj ficțional care apare în benzile desenate publicate de către Marvel Comics. Prima apariție a personajului este în numărul 129 al revistei Uncanny X-Men, din luna ianuarie a anului 1980; Emma Frost a fost creată de către scriitorul  Chris Claremont și artistul/co-scriitorul John Byrne.
Un mutant cu abilități telepatice, de proveniență urbană, cunoscută ca Regina Albă (cunoscută pentru ținuta ei în întregime albă), Frost și-a schimbat statutul de dușman al celor din X-Men, devenind membru al acestora.
Personajul a fost numit de către IGN Comic drept "Cea mai tare tipă din benzile desenate (Hottest Comic Book Babe)" în 2005,, ocupând poziția cu numărul  21 în topul 25 al celor din X-Men în 2006, iar în 2008 ocupa poziția #30 ca una din femeile cu cele mai mari ratinguri în Empire Top 50  Greatest Comic Book Characters și locul 69 în topul  Wizard’s 200 Greatest Characters of All Time List, devansandu-i pe cei din X-Men.
Actrița Tahyna Tozzi intepretează o versiune mai tânără a Emmei Frost în filmul din 2009  X-Men Origins: Wolverine.

## Publicație
De la prima ei apariție ca Regina Alba al Clubului Hellfire, Frost a fost prezentată ca un dușman al celor din X-Men de-a lungul anilor. Apare frecvent în Uncanny X-Men și în volumul original al Noilor Mutanți, fiind însoțită de Hellioni.
În martie 1986, Tom DeFalco, Mary Wilshire și Stevie Leialoha au format echipa care a creat miniseria Firestar', care a avut 4 numere, unde Emma apăruse predominant cu Hellionii săi. Seriile se concentrau pe încercările acesteia de corupere a Angelicăi Jones (star din Spiderman and His Amazing Friends) în arma ei personală. 
După ce își revine dintr-o comă și își propune să treacă peste măcelul Hellionilor săi, Frost joacă un rol pivotal un Intelegelea Phalanx, unde ea făcuse echipă cu Banshee, Jubilee și Sabretooth, în încercarea de salvare a noii generații mutante. Acest lucru a condus spre devenirea acesteia ca personaj central al seriilor Generația X, care începuse în noiembrie 1994, create de Scott Lobdell, Chris Bachalo și Mark Buckingham. Seriile se termină după mai mult de  75 de numere (și câteva miniserii), unde Brian Wood, Ron Lim, Sandu Florea și Randy Elliott s-au ocupat de încheierea seriilor. În timpului primului număr, se relevă faptul că Emma era orfană și că îl întâlnise pe Banshee, care lucrase pentru NYPD și o Bestie Întunecată din Era Apocalipsei, care suferea de amnezie.
După ce seriile se termină și toate Titlurile-X sunt restructurate, în 2001 Frost apare în New X-Men ca o profesoară a populației mutante de pe Genosha, care era atunci controlată de Magneto. După ce o grevă a Santinelelor a făcut una cu pământul locuitorii insulei, Emma este găsită de către X-Men în pietriș cu o mutație secundară, care îi întărise pielea la densitatea celei de diamant. Ulterior, Frost se va alătura celor din X-Men, iar acest lucru va conduce la începerea unei aventuri amoroase cu colegul ei Cyclops, care este în relație maritală cu Jean Grey.
Folosirea Emmei Frost ca personaj a fost sugestia unui fan pe website-ul scriitorului Grant Morrison. Inițial, Morrison nu plănuise nimic cu acest personaj, iar moartea lui Colossus a marcat unda verde pentru Emma. Grant crease a doua mutație a Emmei, o formă de diamant, ca înlocuitor al puterilor lui Colossus și o alătură membrilor. 
În august 2003, scriitorul Karl Bollers introduce seriile Emma Frost. Timp de 18 numere, acestea o prezintă pe Emma ca elevă la o școală privată și încheie cu perioada de dinaintea devenirii membru Hellfire Club. Tatăl ei Winston este introdus, la fel și fratele ei Christian Frosts și surorile ei Adrienne și Cordelia Frost. Mai târziu, Marvel va dezvolta istoria personajului prin evocarea acesteia ca având un trecut amoros cu multe personaje Marvel, precum Iron Man și Printul Namor.
Cu ajutorul lui Joss Whedon și John Cassaday, Emma a fost introdusă în al treilea volum Astonishing X-Men. A fost un personaj central al seriilor în curs de desfășurare, în special în a treia continuare a firului narativ, Rupt(Torn) unde autenticitatea credinței ei în cei din X-Men este cercetată. Este un personaj cu frecvente apariții în alte titluri Marvel, în special în New X-Men. Prezența redusă a fondatorului și fostului conducător al X-Men, Charles Xavier, a intensificat faptul că este una din cei mai importanți telepați din seria Marvel.

### Explorarea trecutului Emmei Frost
O retrospectivă făcută de o poveste spusă de însăși Emma în nr.24 din benzile desenate Generația X, ne prezintă o Frost ce a stat un timp într-o instituție pentru cei cu probleme mintale, fiind trimisă acolo de părinții ei. Totuși, seriile anulate din Emma Frost trebuiau să o evoce de la viața de liceu până la prima ei apariție ca și Regina Albă, fiind însă anulată de la numărul 18. Primul număr al Generației X arată prima întâlnire a Emmei cu Banshee și Bestia Întunecată.
În X-Men: Deadly Genesis, Frost este arătată după evenimentele din Generation X #-1 ca un stripper la Clubul Hellfire. Frost este abordată de către Profesorul X și Moira MacTaggert pentru a se alătura unei noi echipe de X-Men alături de alte personaje prezentate în serii. Această cerință se dovedește a fi mai grea decât se credea, Xavier luptându-se cu rezistența lui Frost. Evenimentul este apoi șters din mințile tuturor de către Xavier.

## Biografia Emmei
Emma Frost s-a născut în Boston, Massachusetts, fiind fiica cuplului bogat Winston și Hazel Frost; este a doua din cele trei fiice și are un frate mai în vârstă, Christian Frost. Winston este o persoană rece, nemiloasă și dominantă, care le impune de obicei standarde înalte copiilor săi, în timp ce Hazel face abuz de medicamente pentru a face față tensiunilor din casă. Prin aceasta, Emma nu obține susținere emoțională parentală sau din partea surorilor ei Adrienne și Cordelia, însă se înțelege cu fratele ei homosexual Christian. 
La școală este agresată cu cruzime de către ceilalți elevi și are probleme cu notele. Este susținută de către profesorul ei, Ian Kendall. După o perioadă marcată de dureri de cap, puterile ei telepatice încep să se manifeste, permițându-i să citească mintea celorlalți elevi și să obțină răspunsuri la teste. Deoarece poate primi informații, Emma devine tutorele elevilor și Ian îi recomandă să fie o profesoară, lucru pe care Winston îl refuză. 
Într-o zi, mașina Emmei cedează și Ian o conduce acasă. După ce îi citește gândurile și află că este considerată frumoasă și inteligentă, Emma îl sărută. Sora ei, Adrienne, o înregistrează și tatăl ei folosește dovada pentru a-l face pe Ian să fie concediat. Emma începe un contraatac, dezvăluind cariera secretă de modeling a Adriennei și făcându-i poze tatălui ei cu o amantă. Acest lucru îl intrigă pe Winston, care afirmă că ea îi amintește de el însuși la vârsta ei. Tatăl ei o alege pe ea ca moștenitoare a averii lui, însă după ce vede că tatăl ei îi trădează încrederea și îl trimite pe Christian la o instituție mintală unde se sinucide, Emma refuză oferta și se decide să facă totul cu forțele proprii.
După o perioadă în care nu are casă, Emma se întâlnește și îndrăgostește de un tânăr pe nume Troy, care este de acord ca Emma să locuiască cu el. Ea va afla că acesta are o suma mare de bani de la un gangster local pe nume Lucien. Pentru a-i salva viața lui Troy, Emma acceptă să participe într-o falsă răpire în încercarea de a epuiza datoriile lui față de Winston Frost. Totuși, acesta refuză să plătească banii de răscumpărare și Troy este ucis în timp ce încercase în mod curajos de a o salva pe Emma de către un Lucian înnebunit de furie. După ce scapă de cadavrul lui Troy, oamenii lui Lucien o leagă cu cătușele pe Emma de o conductă și îi sigilează gura cu bandă adezivă, dorind să o ucidă mai târziu. Adrienne eliberează cererea video de răscumpărare a lui Lucian către media, forțându-l pe Winston să plătească pentru eliberarea în siguranță a Emmei. Neinteresat de bani, Lucien încă vrea să o ucidă, însă folosindu-și puterile, Emma îi face pe golani să se lupte între ei și îl forțează pe unul dintre ei s-o elibereze. 
Emma ia banii de răscumpărare și se înrolează în Empire State University. Acolo va învăța pentru prima oară despre mutanți. Se întâlnește foarte puțin timp cu un jucător de baschet, însă după prima întâlnire este atacată de către el în mod misterios și reclamat. Totodată întâlnește un telepat pe nume Astrid Bloom, care îi devine prieten și mentor. Emma este șocată să afle că Ian lucrează la ESU și că se întâlnește cu colega ei de cameră. Deoarece încă îl iubește, Emma începe să iasă cu el și este îngrozită să afle ulterior că a fost prins atacând-o pe colega ei de cameră. 
Emma află mai târziu că Astrid planificase atacul baschetbalistului și atacurile lui Ian. Furioasă, o atacă telepatic și Astrid este lăsată în comă. Desș poate să-și folosească puterile pentru a salva slujba lui Ian, acesta refuză când ea își mărturisește capacitățile mutante. După acest eveniment, ea va deveni mai rece față de oameni, iar mai târziu va da audiții pentru un post de dansatoare la Hellfire Club, o societate metropolitană de elită. Emma descoperă planurile lui Edward Buckman și Steven Lang de a distruge toți mutanții. Alături de Sebastian Shaw, Lourdes Chantel și Harrz Leland, Emma se luptă cu Santinelele lui Lang. Împreună cu Shaw, îl vor ucide pe Buckman și Consiliul celor Aleși, apoi preiau controlul Clubului Hellfire, numindu-se Lorzi Cardinali al Cercului Interior al Clubului Hellfire.

### Regina Albă a clubului Hellfire
Emma Frost devine regina albă din Hellfire Club. Ea devine președinte de departament și șef executiv al Frost International, care ajută la primirea de fonduri pentru activitățile Cardinalul Lorzilor.
Frost, de asemenea, devine președinte al Consiliului de Administrație și directoarea Academiei Massachusetts, o școală pentru mutanți care servește ca un contrapunct la "Școala pentru tineri înzestrați", ce aparține lui Charles Xavier; aceștia sunt recrutați prin utilizarea unui bug informatic plantat în Cerebro. Mai târziu, Frost și agenții Clubului încearcă să o recruteze pe Kitty Pride la Academia Massachusetts și capturează (și torturează personal) câțiva membri ai X-Men, inclusiv Storm, Colossus, Wolverine și Forța Phoenix (atunci apărând ca și Jean Grey). Frost se implică într-o bătălie psihică cu Phoenixul, iar Emma este copleșită și pe punctul de a fi ucisă. Frost lansează un ultim atac care îi conduce pe cei din X-Men să creadă că s-a sinucis, deși ea era în comă și își revenea din atacul Phoenixului sub grija lui Sebastian Shaw. Într-o altă întâlnire cu Clubul Hellfire, Frost îi forțează pe părinții lui Kitty Pryde în mod telepatic să o transfere de la școala lui Xavier la Academia din Massachusetts. Apoi își schimbă mintea cu cea a lui Storm pentru a putea înfrânge formația din X-Men din interior, însă procesul este inversat, iar acestea se reîntorc în corpurile lor. Mai târziu, va fi indusă temporar în comă de către Mastermind.
În timpul stabilirii ei la Clubul Hellfire, Frost continuă administrarea Academiei Masachusetts. Stagiarii lui Frost devin o echipă de răufăcători, cunoscută sub numele de Hellioni, în timp ce ea este mentorul lor. O recrutează pe Firestar pentru ca aceasta să devină membru al Academiei, însă Emma se va lupta cu ea. Încearcă să o recruteze pe Doug Ramsey și o capturează pe Kitty Pryde din nou. Împreună cu Hellionii, se luptă cu echipa rivală a acestora, Noii Mutanți ai lui Xavier, pentru prima dată. Când Noii Mutanți sunt uciși ulterior și reînviați de către Beyonder, aceștia sunt traumatizați și retrași. Frost le oferă ajutorul, înlăturându-le aceste urmări prin restaurarea telepatică a fostelor euri. Ea îl va sili pe directorul lor, Magneto, să le dea voie să se alăture Academiei Massachusetts. Împreună cu Sebastian Shaw și Selene, îl va invita pe Magneto să se alăture Clubului Hellfire/. Va stabili o întrecere între Noii Mutanți și Hellioni, recrutând-o pe Magma la Academie, iar Empath o va însoți pe aceasta la casa ei din Nova Roma. Alături de Magneto, Shaw și Selene, se luptă cu forțele echipei High Evolutionary pentru a o salva pe Magma. Ulterior îl va ajuta pe Magneto să îi caute pe Noii Mutanți când aceștia lipsesc; alături de coechipierii ei, Emma va simți efectele cauzate de Inferno. Totodată grupul se luptă cu Noii Mutanți, iar Emma, Magneto și Selene votează să îl elimine pe Shaw din Club.
Când Trevor Fitzroy, un mutant care poate traversa timpul, eliberează Santinelele asupra Emmei Frost și Hellionilor, Emma se induce prin puterile ei psihice într-o comă pentru a supraviețui calvarului și aproape toți studenții ei sunt uciși. Mai târziu se trezește în Academia Xavier. Dezorientată, își schimbă mintea cu a lui Iceman și evadează, însă când descoperă că elevii ei sunt morți, Profesorul Xavier poate să o convingă pe Emma, care este devastată, să revină la normal.

### Generation X
Emma Frost va face echipa mai târziu cu Banshee și Jubilee (membri din X-Men), la fel și cu Sabretooth și Synch, pentru a-l învinge pe Phalanx și să salveze un grup select de mutanți care devin o echipă de supereroi cunoscuți ca Generația X  și studenți la redeschisa Academie Massachusetts, care este condusă de Emma Frost și Banshee. După ce afacerile Emmei iau o întorsătură urâtă, caută ajutorul surorii ei Adrienne, care este un psicometrist. Sora ei îi oferă asistență financiară, însă cere să fie co-directoare a școlii în schimb. Sora Emmei complotează în secret împotriva acesteia și plasează o bombă la școală, ucigându-i pe membrul Generatiei X, Synch. Frost o caută pe Adrienne și o ucide reîntorcându-se la Academie, îndepărtându-se foarte mult de elevii ei pentru a-și ascunde crima. Monet ajunge la concluzia că Emma și-a ucis sora și îi informează pe ceilalți studenți că nu mai pot avea încredere în aceasta. Acest lucru, combinat cu depresia și beția lui Banshee, urmată de moartea iubitei lui, Moira MacTaggert, duce spre plecarea studenților și destrămarea Generației X. 

### Messiah Complex
Emma face parte dintr-o echipă care investighează detecția unui nou mutant în Alaska. Totodată îi apără pe cei din X-men de Marauders și de telepatia lui Sinister și Exodus. Emma este văzută ultima oară cu echipa lui Cyclops care-l căuta pe Cable și apoi urmărindu-i pe Marauders cu ajutorul celor din Stepford Cuckoos. Mai târziu, când Forța-X apare la ascunzătoarea acestora, Emma îl înfruntă pe Exodus, distrăgându-i atenția într-un duel telepatic destul de lung pentru ca Dust să intre în corpul lui și să elimine praf în plămânii lui, incapacitându-l.

### Jocuri video
- Emma Frost este  un boss  în  jocurile video X-Men (1989) for NES, X-Men: Madness in Murderworld (1989), and Konami's X-Men (1992).

- Emma Frost este un personaj jucabil în X-Men Legends (2004) și este un personaj controlat de AI în partea a doua și mai apare și în ecranele de gândire (loading screen) din X-Men Legends II: Rise of Apocalypse (2005), vocată de Bobby Holliday.